# The Impossible
The Impossible er en engelsksproget spansk film fra 2012 med Naomi Watts og Ewan McGregor i hovedrollerne.

## Eksterne Henvisninger
- The Impossible på Internet Movie Database (engelsk)
- The Impossible på Filmdatabasen
- The Impossible på Scope
- The Impossible i Svensk Filmdatabas (svensk)
- The Impossible på AlloCiné (fransk)
- The Impossible på MovieMeter (nederlandsk)
- The Impossible på AllMovie (engelsk)
- The Impossible hos American Film Institute (engelsk)
- The Impossibles profil hos Encyclopædia Britannica Online (engelsk)
- The Impossible på Turner Classic Movies (engelsk)

 Der er for få eller ingen kildehenvisninger i denne artikel, hvilket er et problem. Du kan hjælpe ved at angive troværdige kilder til de påstande, som fremføres i artiklen.